# Sinophorus dilatus
Sinophorus dilatus là một loài tò vò trong họ Ichneumonidae.